# 카보 폴로니오

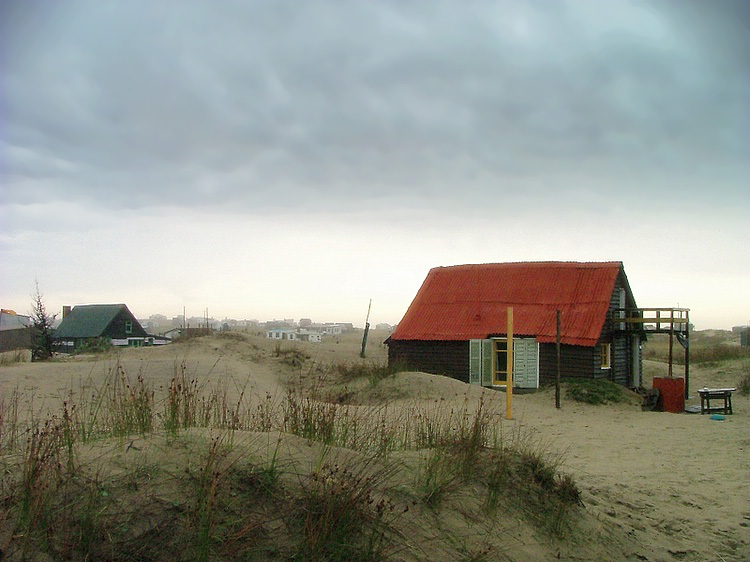

카보 폴로니오(Cabo Polonio)는 우루과이 로차주의 동해안(eastern coast)에 있는 햄릿(hamlet)이다.

## 인구
2011년 인구 조사에 따르면, 이곳에는 95명의 주민들이 살고 있다.